# Studia Litterarum
Studia Litterarum — рецензируемый научный филологический журнал открытого доступа, посвященный фундаментальным исследованиям по истории и теории мировой литературы и фольклора, текстологии и источниковедению. Учредитель журнала — Институт мировой литературы имени А.М. Горького Российской академии наук (ИМЛИ РАН). Журнал включен в Scopus, ESCI, а также Перечень рецензируемых научных изданий ВАК Минобрнауки РФ. Основная цель журнала — представление фундаментальных оригинальных результатов изучения в широком хронологическом (с древнейших времен до наших дней) и этногеографическом (народы России, Европы, Америки, Азии, Африки, Австралии) диапазонах различных аспектов мирового словесного наследия. Периодичность издания — 4 номера в год.

## Редколлегия
- Главный редактор Александр Борисович Куделин — академик РАН, доктор филологических наук, профессор, научный руководитель ИМЛИ РАН.
- Заместитель главного редактора Ольга Александровна Туфанова — доктор филологических наук, ведущий научный сотрудник.